# Chrustowo (Kujawka)
Chrustowo – część wsi Kujawka w Polsce położona w województwie kujawsko-pomorskim, w powiecie aleksandrowskim, w gminie Bądkowo.
W latach 1975–1998 miejscowość administracyjnie należała do województwa włocławskiego.